# ستاره دریایی ماسه‌ای
ستاره دریایی ماسه‌ای (نام علمی: Luidia foliolata) نام یک گونه از رده ستاره دریایی است.